# حيمورة متشابكة
حيمورة متشابكة (الاسم العلمي:Rhodella reticulata) هي نوع من النباتات الحمراء تتبع جنس الحيمورة من فصيلة الحيمورات.